# Jaunpiebalgas pagasts
Jaunpiebalgas pagasts er en territorial enhed i Jaunpiebalgas novads i Letland. Pagasten havde 2.190 indbyggere i 2010 og 2.026 indbyggere i 2016 og omfatter et areal på 183,60 kvadratkilometer. Hovedbyen i pagasten er Jaunpiebalga.

## Kendte personer
- Emīls Dārziņš (1875–1910) – komponist
- Augusts Ģiezens (1888–1964) – sprogforsker
- Jānis Paukštello (1951) – skuespiller